# Dżurn Kabir
Dżurn Kabir (arab. جرن كبير) – wieś w Syrii, w muhafazie Aleppo, w dystrykcie Manbidż. W 2004 roku liczyła 742 mieszkańców.